# Loiter Au
Die Loiter Au (auch Füsinger Au), (dänisch: Løjt Å /  Fysing Å) ist ein Fluss in der Landschaft Angeln im Kreis Schleswig-Flensburg in Schleswig-Holstein (Deutschland). An der Quelle des Flusses, der Kreuzau in Brebelholz, fließen die Oxbek und die Wellspanger Au (auch Boholzer Au) zusammen. Der Fluss durchquert die Dörfer Loit und Scholderup, wo Anlegestellen für Kanuten liegen. Er mündet nach ca. 18 Kilometern bei Winningmay in die Kleine Breite der Schlei.

## Geschichte
Der Fluss entstand während der letzten Eiszeit durch Schmelzwasser als Nebenfluss eines Stroms, der damals in Richtung Nordsee floss.
Als die ersten Menschen nach Angeln kamen, ließen sie sich an der Loiter Au/Füsinger Au nieder. Damals wurde das Wasser zum Waschen benutzt und es wurde Fischfang betrieben. Außerdem diente der Fluss zur Zeit der Wikinger als Handelsweg, um in das Innere Angelns zu gelangen.

## Loiter Au/Füsinger Au als Grenzfluss
Der Fluss trennte bereits die ehemaligen Harden Schliesharde (auch: Schleiharde) und Struxdorfharde voneinander. Heute gilt er als Grenzfluss von Brebel, Loit und Taarstedt zu Twedt. Außerdem werden durch ihn die Ämter Süderbrarup und Südangeln voneinander getrennt.

## Sonstiges
Der Fluss hat je nach Bereich verschiedene Namen. In den Gemeinden Brebel, Twedt, Loit und Taarstedt wird er Loiter Au genannt. In Schaalby heißt er Füsinger Au.
Der Ortsname des am Fluss gelegenen Dorfes Loit leitet sich vom altdänischen Wort lögh („Wasser“) ab, was mit der Loiter Au im Zusammenhang steht.

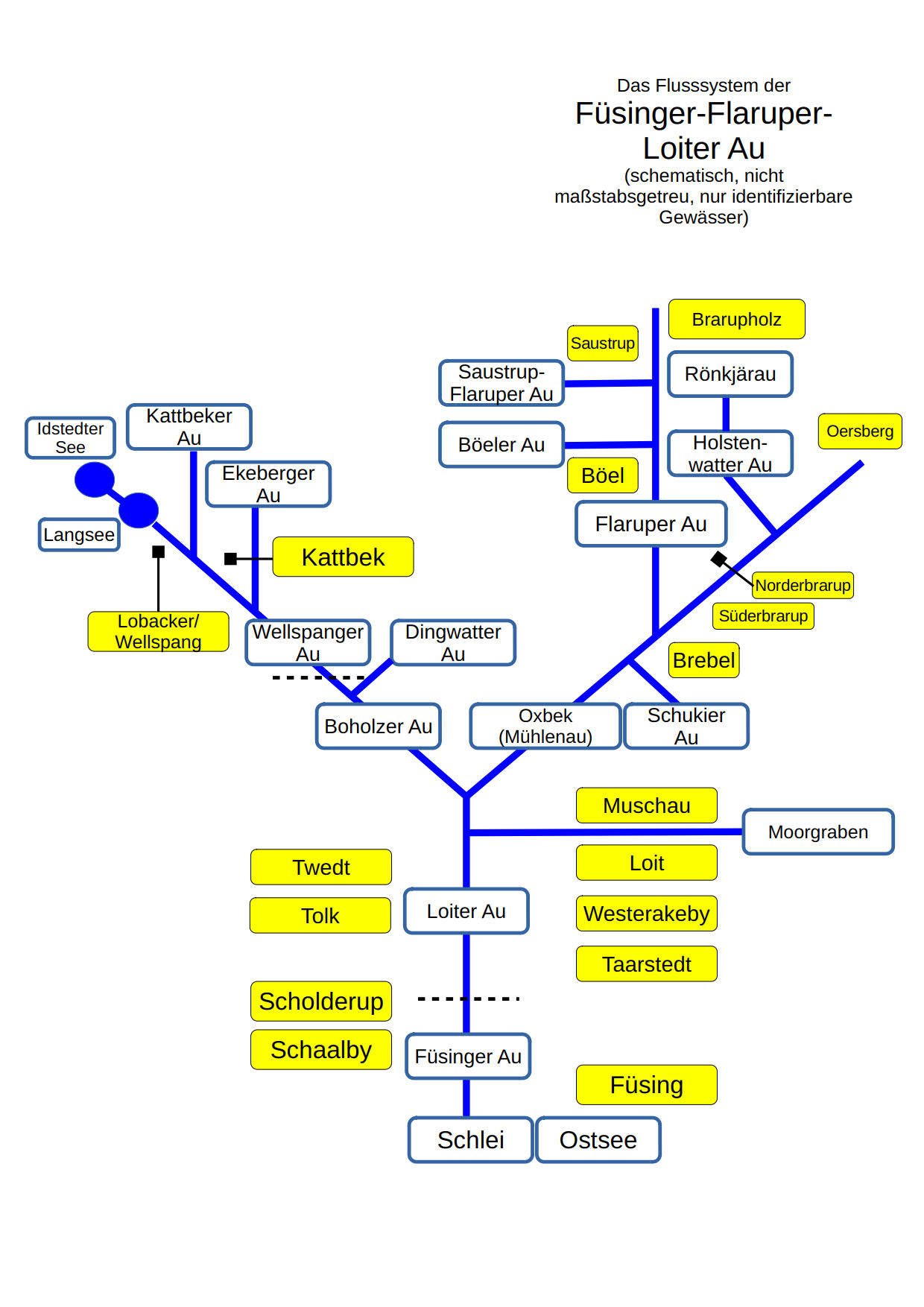
Das Flusssystem der Füsinger-/Flaruper-/Loiter Au (schematische Darstellung)
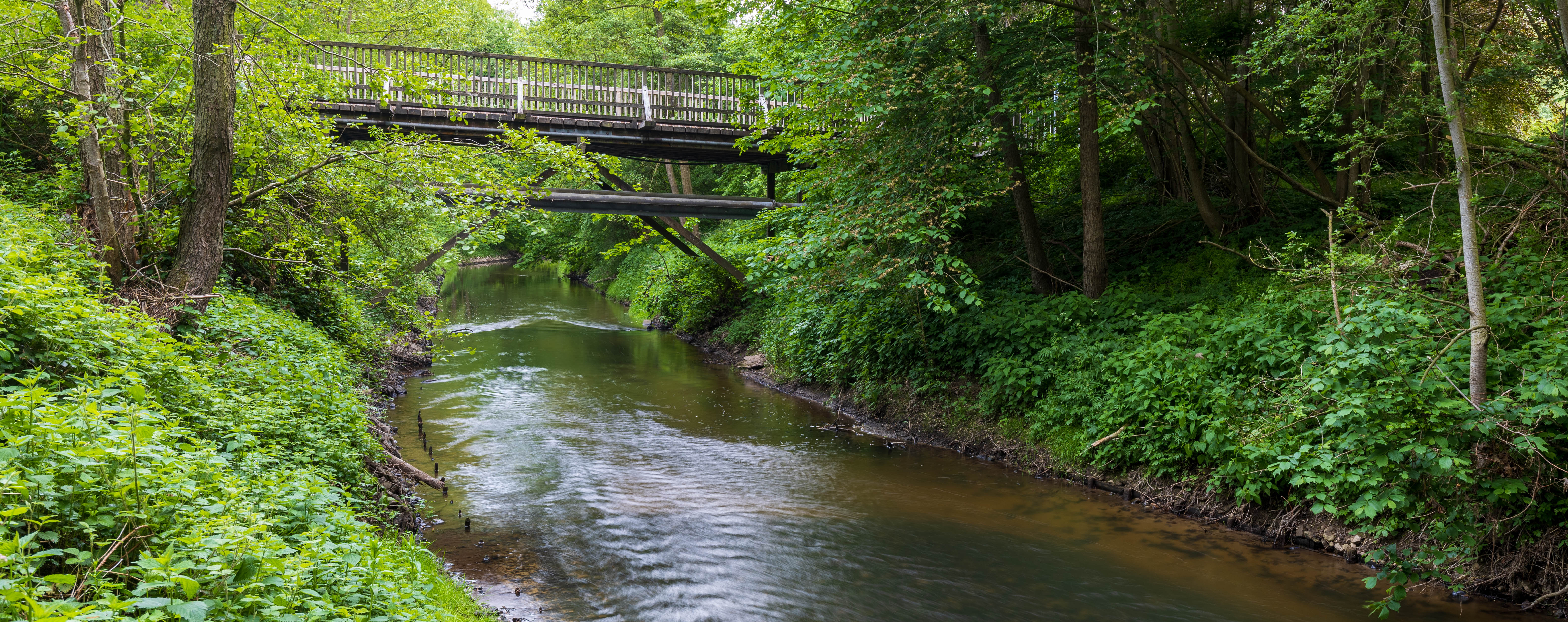
Die Loiter Au bei Loit
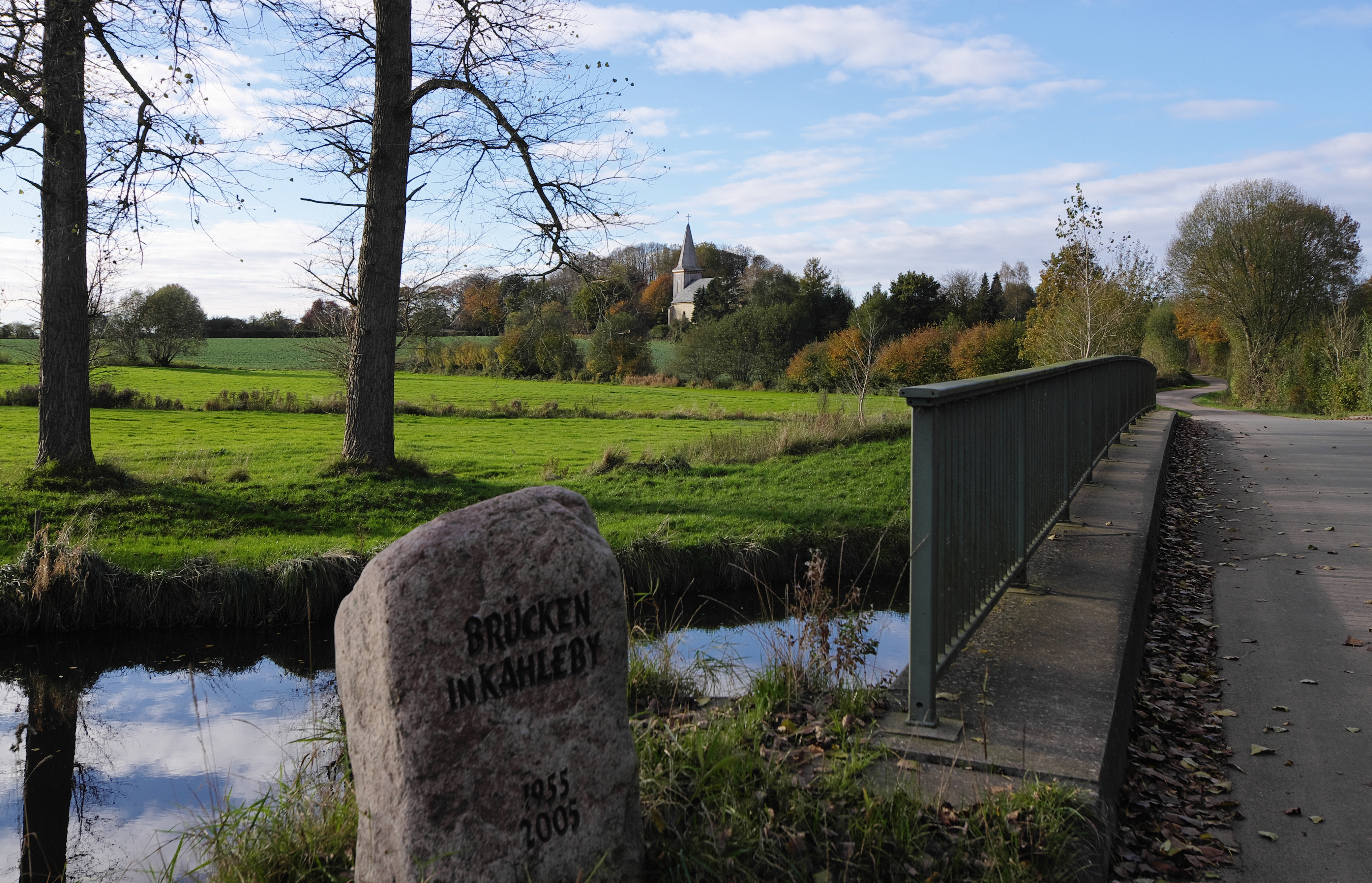
Füsinger Au bei Kahleby
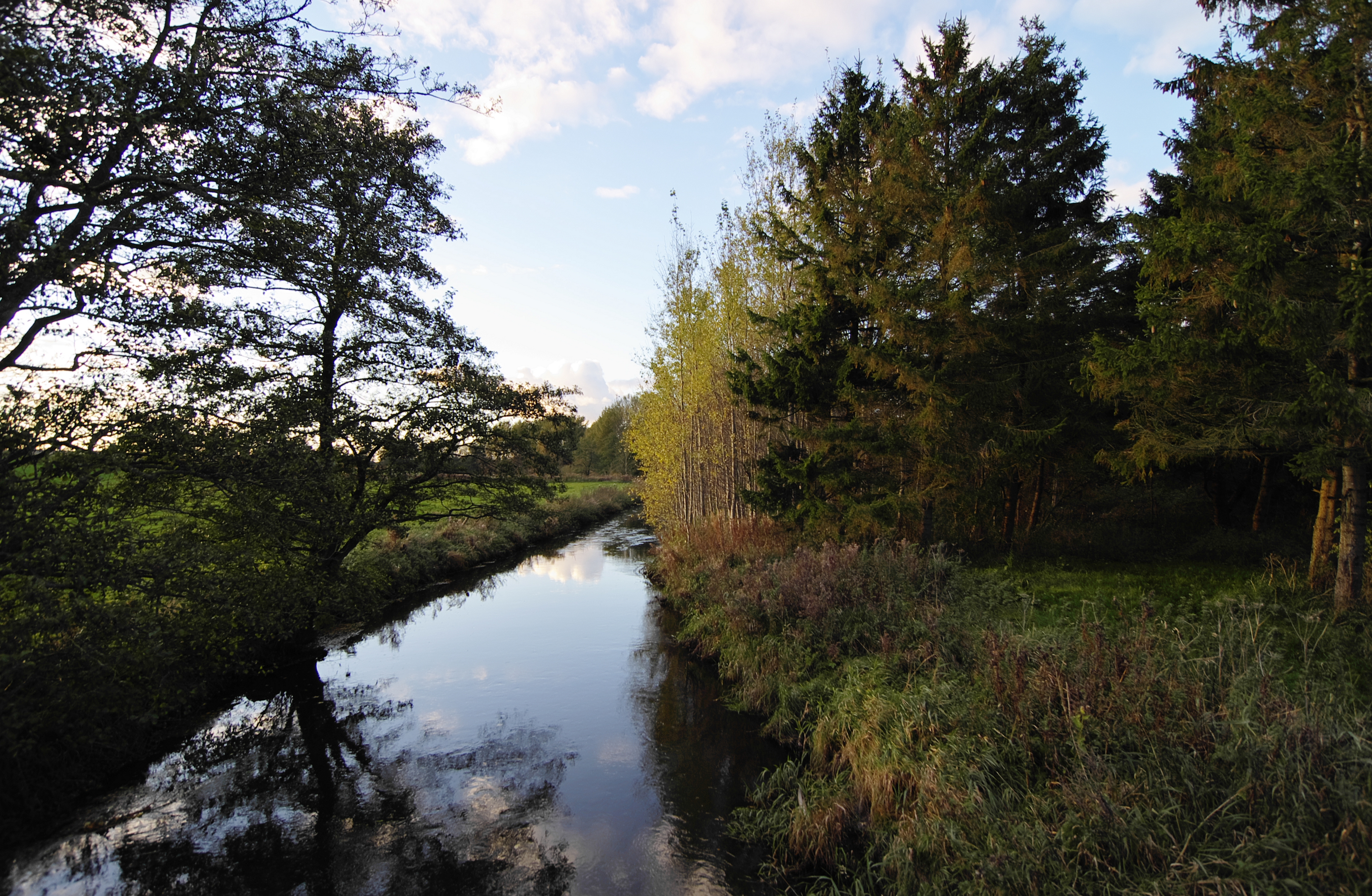
Loiter Au bei Taarstedt